# Ploceus golandi
El tejedor de Clarke (Ploceus golandi) es una especie de ave paseriforme de la familia Ploceidae endémica de Kenia.

## Distribución y hábitat
Se encuentra únicamente en los bosques húmedos de las regiones costeras del este de Kenia. Está amenazado por la pérdida de hábitat.